# Acidava

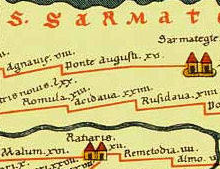
Vermelding van Acidava op de Tabula Peutingeriana

Acidava was een Dacisch en later Romeins fort langs de rivier de Olt in het huidige dorp  Enoşeşti, Roemenië.
Na de verovering van Dacië door de Romeinse keizer Trajanus, werd Acidava zowel een burgerlijk als een militair centrum. Acidava was een onderdeel van de zogenaamde Limes Alutanus, een door keizer Hadrianus gebouwde rij van forten langs de rivier Alutus (Olt). Deze verdedigingslinie beschermde het achterland tegen mogelijke aanvallen vanuit het oosten door de Roxolani.
Op de Tabula Peutingeriana staat Acidava ingetekend tussen Romula en Rusidava. Overigens vermeldt de kaart nog een tweede plaats met de naam Acidava, gelegen tussen Cedoniae en Apulum: mogelijk betreft dit een kopieerfout en werd er eigenlijk Sacidava mee bedoeld.